# Agárdy Gábor

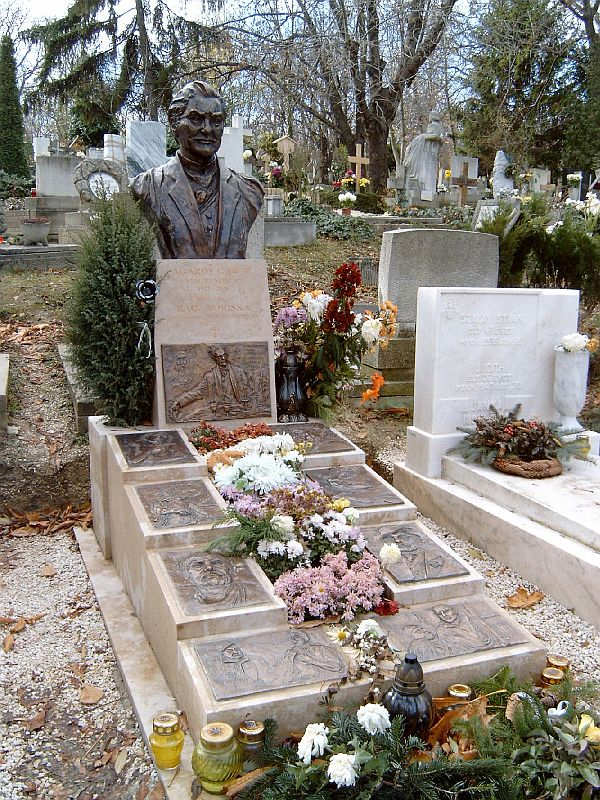
Agárdy Gábor sírja Budapesten, a Farkasréti temetőben (R. Törley Mária alkotása)

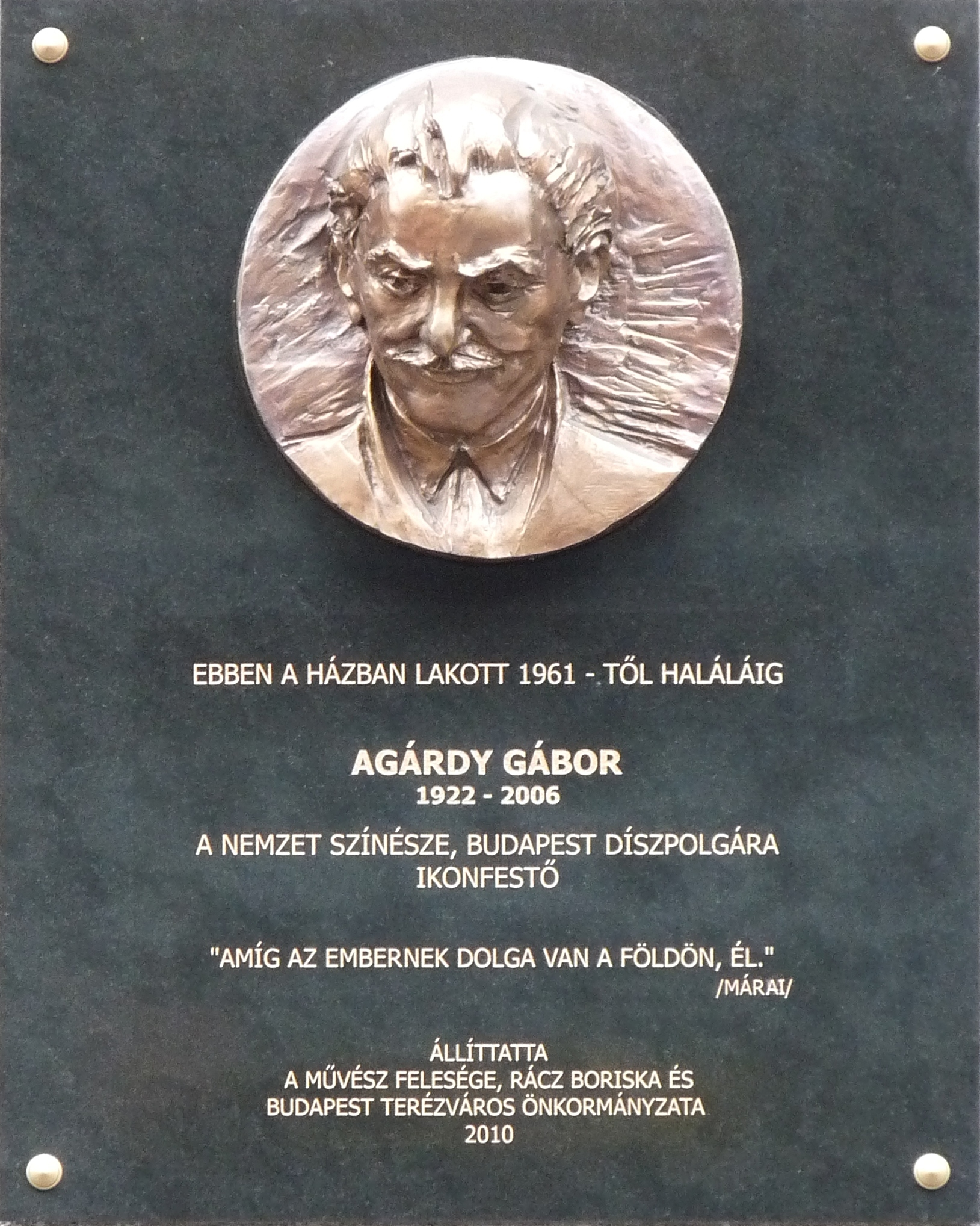
Agárdy Gábor emléktáblája egykori lakhelyén, a Budapest VI., Király u. 82. sz. alatt

Agárdy Gábor (született Arklián, örményül: Գաբրիել Արկալիյան Gabriel Arkaliján) (Szeged, 1922. augusztus 2. – Budapest, 2006. január 19.) a Nemzet Színésze címmel kitüntetett, Kossuth- és kétszeres Jászai Mari-díjas színművész, érdemes és kiváló művész, a Halhatatlanok Társulatának örökös tagja. Ikon- és portréfestőként is tevékenykedett.

## Életpályája
„Játszom, mióta csak megvagyok… Szegeden lakott a családunk, s én nem lehettem több hat-nyolc évesnél, amikor betoppant egy szomszéd, a szegedi színház tagja, mondván, hogy gyermekszínészt keresnek. Így kezdődött, s a szegedi színháznál eltöltött évek után, immár nem gyermek, hanem ifjú színészként több mint egy évtizeden át vándor társulatokkal jártam az országot. Általában három hónapot töltöttünk egy városban. Kisebb helyiségekben még annyit sem, s játszottunk klasszikust, modernet, prózát, operettet, mindent. Nincs olyan vidéke Magyarországnak, ahol meg ne fordultam volna...”

Örmény családból származott, nagyapja az örmény népirtás egyik szenvedő áldozata volt, apját pedig menekülés közben valaki beemelte egy szekérbe, így menekült meg a török mészárlás elől. 1937-től 1941-ig a Szegedi Városi Színház, 1942 és 1952 között a Miskolci Nemzeti Színház, majd 1955-ig a Budapesti Operettszínház, később a budapesti Petőfi Színház, végül 1964-től 1985-ig a Nemzeti Színház tagja volt, majd 1985-től itt játszott nyugdíjasként, amely 1989-ben örökös tagjának választotta. Ikonfestőként is ismert volt, négy kiállítással lépett közönség elé. Munkái többek között megtalálhatók a Pannonhalmi Apátságban és a Vatikánban is.
Agárdy 2005 szeptemberében került kórházba egy színpadi baleset következtében kialakult szövődmény miatt, ahonnan már nem térhetett haza. Hosszan tartó betegség után, 2006. január 19-én, 83 éves korában érte a halál. 2006. február 1-jén helyezték végső nyugalomra a Farkasréti temetőben.

## Magánélete
Első felesége volt Tóth Ila színésznő, lányuk: Agárdy Ilona színésznő.
Rácz Borival (1932–2017), a Magyar Állami Operaház ünnepelt balerinájával 1956-ban kötöttek házasságot. Agárdy Gábor ikonok mellett színészportrékat is festett.

## Színpadi szerepeiből
- Katz tábori lelkész (Hašek–Burian: Svejk)
- Bicska Maxi (Bertolt Brecht: Koldusopera)
- Sipos úr (Molnár Ferenc: Az üvegcipő)
- Liliom (Molnár Ferenc)
- Green (Franz Kafka: Amerika)
- Slift (Brecht–Weill: A vágóhidak Szent Johannája)
- Bubnov (Gorkij: Éjjeli menedékhely)
- Juszov (Osztrovszkij: Jövedelmező állás)
- Miksa (Kornis Mihály: Halleluja)
- George (Jean Poiret: Őrült nők ketrece)
- Miska (Kálmán Imre: A csárdáskirálynő)
- Zetelaki Dániel (Sütő András: Advent a Hargitán)
- Schuller Mózes (Sütő András: Balkáni gerle)
- Adolf Hitler (Moldova György: Titkos záradék)

### Rendezései
- Bókay János: Négy asszonyt szeretek
- Tamási Áron: Énekesmadár
- Huszka Jenő: Gül Baba

## Filmszerepei

### Játékfilmek
- Én és a nagyapám (1954) – tanító
- Kati és a vadmacska (1955)
- Éjfélkor (1957)
- Csempészek (1958) – Mihály
- Razzia (1958)
- Égi madár (1958) – az apa
- Akiket a pacsirta elkísér (1959) – Csiszér
- Álmatlan évek (1959) – Tóth
- Pár lépés a határ (1959) – Fábián pap
- Kálvária (1960) – Kovács Feri, Gizi férje
- Virrad (1960) – Bártfai igazgató
- Hosszú az út hazáig (1960)
- Amíg holnap lesz (1961) – Erős Gábor
- Puskák és galambok (1961)
- Délibáb minden mennyiségben (1962) – Angyal András / Antal Bandi
- Mici néni két élete (1962)
- Germinal (1963)
- Hogy állunk, fiatalember? (1963) – Környei Gábor párttitkár
- Ha egyszer húsz év múlva (1964) – Gyuszi bácsi
- Másfél millió (1964) – Kálmán
- Szegénylegények (1965)
- A tizedes meg a többiek (1965) – Leventeparancsnok
- Egy magyar nábob (1966) – Kutyfalvy Bandi
- Kárpáthy Zoltán (1966) – Kutyfalvy Bandi
- Édes és keserű (1966)
- A bunda (1966) – Glasenapp
- Egy szerelem három éjszakája (1967)
- Egri csillagok I-II. (1968) – Sárközy
- A varázsló (1969) – Balogh apuka
- Ismeri a szandi mandit? (1969) – cukrász
- Szemtől szemben (1970) – Fóris János
- Kakuk Marci (1973) – erdész
- Csinom Palkó (1973)
- Lúdas Matyi (1976) – Ispán (hang)
- Vőlegény (1982) – Csuszik Zsiga
- Retúr (1996) – Károlyi
- Az utolsó blues (2001) – Zsül
- A gyertyák csonkig égnek (2005)

### Tévéfilmek
- Májusi körhinta (1962)
- Az üvegcipő (1963)
- Ezer év (1963)
- Május (1963)
- Menazséria (1964)
- Kocsonya Mihály házassága (1965)
- A helység kalapácsa (1965) – Csepű Palkó
- Két nő közt (1966)
- Jaguár (1967) – Mazurka
- Súlyfürdő (1968)
- Komisznak lenni életveszélyes (1970)
- Egy óra múlva itt vagyok (1971) – Tyurin
- Villa a Lidón (1971) – Smith
- Sólyom a sasfészekben 1–4. (1973)
- A dunai hajós 1–2. (1974) – Dragos Károly
- Uraim, beszéljenek! (1974)
- Kérem a következőt! I. (1974-rajzfilmsorozat) – Vadkan (hang)
- A peleskei nótárius (1975)
- Micsoda idők voltak! (1975)
- Robog az úthenger 1–6. (1976)
- Második otthonunk: az SZTK (1977)
- Bovári úr (1977) – Veres Pál
- Az Isten is János (1977)
- A bunker (1978) – Parry
- Második otthonunk: a munkahely (1978)
- Földünk és vidéke (1978)
- Egy ház a Körúton (1979)
- A siketfajd fészke (1980)
- Humorista a mennyországban (1982)
- Mint oldott kéve 1–6. (1983)
- Örökkön-örökké (1984)
- Gréti…! (egy kutya feljegyzései) (1986) – Fekete kutya (hang)
- Kérők (1986) – Baltafi / Hadházi
- Égető Eszter (1989)
- Frici, a vállalkozó szellem (1993) – Teszéri Ferenc báró
- Ábel Amerikában (1997)
- A titkos háború (2002)
- Gáspár (2004)

## Hangjátékok
- Baktai Ferenc: Az üdvösség forrása (1952)
- Rudyard Kipling: A dzsungel könyve (1952)
- Bárdos lászló: Kállai kettős (1953)
- Dr. Révay József: Párduc (1955)
- Heltai Jenő: Jaguár (1958)
- Jókai Mór: Lunátikus Debrecenben (1958)
- Kazakevics: Csillag (1958)
- Karácsonyi történet (1958)
- Pietro di Donato: Ezer dollár (1958)
- A békafelügyelő (1961)
- John Priestley: A nap hőse (1961)
- Okirathamisítás (1961)
- Shakespeare, William: Rómeó és Júlia (1961)
- Baróti Géza: Szenzáció (1962)
- Bolondvásár (1962)
- Hauptmann: A bunda (1962)
- Irwin Shaw: Hazafiak (1962)
- Mándy Iván, László Endre: Robin Hood kalandjai (1962)
- Passuth László: A holtak nem harapnak (1962)
- Ambrus Tibor: "Én nem akarok emlékezni arra..." (1963)
- Szemes Piroska: A házasság története (1963)
- Neményi Kázmér: Mosolygó Itália (1963)
- Neszin, Aziz: Törököt fogtunk!...(1963)
- Tamási Áron: Énekes madár (1963)
- Bikaviadal (1964)
- Egon Vohlrab: A sztudánkai vendég (1964)
- Ismeri-e már a tejutat...? (1964)
- Jeruzsálemről beszélek (1964)
- Róna Tibor: Húsz éven felülieknek (1964)
- Sahname, A.: Achmed és a tevehajcsár (1964)
- Szép Galathea (1964)
- Arisztophanész: Az akharnaibeliek (1965)
- Révész Tibor: Tekintetes közigazgatás! (1965)
- Zsilipek (1965)
- Kabaré-keverék (1966)
- Lóránd Lajos: Várlak a Diadalív alatt (1966)
- Össznépi rádió – Budapest (1966)
- Radványi Dezső: Rendkívüli eset (1966)
- Sok a szöveg (1966)
- Hárs László: Elveszett a varázsgyűrű (1967)
- Jókai Mór: A lőcsei fehér asszony (1967)
- Kuncz Aladár: A fekete kolostor (1967)
- Mihail Solohov: Csendes Don (1967)
- Thornbjörn Egner: Cincafarkinca és a többiek (1967)
- Vészi Endre: Passzív állomány (1967)
- Arthur Schnitzler: Guszti hadnagy (1968)
- Dumas, Alexandre: Olifus apó házasságai (1968)
- Donald Honig: Mibe kerül 500000 dollár? (1968)
- Joachim Goll: Himalája-madár (1968)
- Kozmac-Mejak: Tantadruj (1968)
- Racine: Pereskedők (1968)
- Révész Tibor: Magas diplomácia (1968)
- Gabrielle-Sidonie Colette: A betörő (1969)
- Kopányi György: Idézés elhunytaknak (1969)
- Kürti András: A Mittalon-ügy (1969)
- Balzac, Honoré de: Goriot apó (1970)
- Eötvös József: Magyarország 1514-ben (1970)
- Ödön von Horváth: Kazimir és Karolina (1970)
- Szergej Jeszenyin: Pugacsov (1970)
- Tersánszky Józsi Jenő: Mese a buta nyúlról (1970)
- Christopher Marlowe: Doktor Faustus tragikus históriája (1971)
- Gleb Uszpenszkij: Az őrházikó (1971)
- A könyv komédiája - szatírikus műsor Ráth-Végh István írásaiból (1971)
- Korunk hőse (1971)
- Lope de Vega: A hős falu (1971)
- Moldova György: Menyasszonyom a jobbszélső (1971)
- Sőtér István: Eötvös József élete és művészete (1971)
- Tóbiás és a többi messiás (1971)
- Ambrus Tibor: Középnap (1972)
- Gorkij: Ellenségek (1972)
- Heltai Jenő: Az én második feleségem (1972)
- Jókai Mór: Kedves rokonok (1972)
- Somerset Maugham: Zsákutca (1972)
- Alfred Döblin: Berlin-Alexanderplatz (1973)
- Enyedy György: A tréfás kedvű hóember (1973)
- Krzyszton, Jerzy: Alibi (1973)
- László Anna: Árhullámok (1973)
- Karinthy Frigyes: Kiáltvány (1973)
- Karinthy Frigyes: Megnyomok egy gombot (1973)
- Karinthy Frigyes: Minden másképp van (1973)
- Molière: Úrhatnám polgár (1973)
- Török Tamás: Sihaha Sebestyén füstölgése (1973)
- Verne, Jules: Várkastély a Kárpátokban (1973)
- Dahl-Lundberg: A lyukasztós bérlet (1974)
- Karinthy Frigyes: Mennyei riport (1974)
- Berza László: Magyar László a fekete kontinensen (1975)
- Albert Gábor: Orsi meg a nyuszioroszlán (1975)
- Puskás Károly: Irodalmi séta Prágában (1975)
- Tenyérnyi ország a félsziget sarkán (1975)
- Török Tamás: Futballfantázia (1975)
- Borchert, Wolfgang: Az ajtón kívül (1975)
- Bulgakov, Mihail: A Mester és Margarita (1976)
- Kohlhaase, Wolfgang: Kürtös érkezik (1976)
- Preussler, Otfried: Egy kicsi szellem visszatér (1976)
- Plautus: A ládika (1976)
- Romantika pedig nincs (1976)
- David Hayes: Hét ezrelék (1977)
- Győrffy István: Vasháló (1977)
- Sluckis, Mykolas: Nem veszett a mi kutyánk? (1977)
- A magyar humor és szatíra története:  Elvújítók -  nyelvújítók (1977)
- Tarbay Ede: Eső-lesők (1977)
- Tucholsky, Kurt: Helyek a Paradicsomban (1977)
- Aghajan, Kazarosz: Anahit (1978)
- Beumarchais, Pierre-Augustin: Figaro házassága (1978)
- Móra Ferenc: Az aranykoporsó (1979)
- Capek: Az ellopott 139/VII. c. üo. sz. irat (1980)
- Török Sándor: Kököjszi és Bobojsza (1980)
- A csizmás kandúr (1981)
- Josef és Carel Capek: Rovarok (1981)
- Alice Csodaországban
- Feleki László: Világtörténeti panasziroda (1981)
- Karc  - 1981 december (1981)
- Castle, John - Hailey, Arthur: Rémület a levegőben (1982)
- Az özvegy avagy egy kis retus (1982)
- Kolozsvári Grandpierre Emil: A törökfejes kopja (1982)
- Kopányi György: Hazalátogató (1983)
- Lázár Ervin : Lenn a kútban (1983)
- Muszty Bea-Dobay András: A kék csodatorta (1983)
- Ottlik Géza: Minden megvan (1983)
- Szép Ernő: Május (1983)
- Tabarin: Csendestársak (1983)
- Vercors: Mesék borogatás közben (1983)
- Zajc, Dane: Kukurikú, avagy a kakas összeszedi magát (1983)
- Babits Mihály: A gólyakalifa (1984)
- Hogyhogy? - Moldova György szimbóleumai (1984)
- Eljössz hozzám karácsonykor? (1985)
- Móricz Zsigmond: Murányi kaland (1985)
- Rideg Sándor: Indul a bakterház (1985)
- Benedek Elek-Illyés Gyula: Az égig érő fa (1986)
- Moldova György: Vigyázat, harapok! (1986)
- Aleksandar Obrenovic: A konjunktúra mámorító illata (1987)
- Jókai Mór: Egy hírhedett kalandor a XVII. századból (1987)
- Móricz Zsigmond: Aranyos öregek (1987)
- Sütő András: Pompás Gedeon élete, halála és feltámadása (1987)
- Raudsepp, Hugo: A naplopó (1988)
- Egy hibbant vénember naplója (1989)
- Fekete István: Hajnal Badányban (1989)
- Gárdonyi Géza: Zivatar pékéknél (1989)
- Munkagödör (1989)
- Zdanek Sverák: Az aranyabroncsos kerékpár (1991)
- Gyurkovics Tibor: Halálsakk (1992)
- Zsolt Béla: Oktogon (1992)
- Rotterdami Erasmus: Charon (1994)
- Jókai Mór: A hajdani Nemzeti Színházról (1996)
- Csiky Gergely: Kaviár (1997)
- Vaszary János: Happyenddel kezdődik (1997)
- Csukás István: Mi az adu? (2004)

## Emlékezete
2010-ben avatták fel emléktábláját egykori lakóházának falán, a VI. kerületi Király utca 82. szám alatt. 

2012. március 25-én, a Nemzeti Színház megnyitásának 10. évfordulóján adták át a Nemzet Színészeit ábrázoló falképet (graffiti) a Rákóczi híd pesti hídfőjénél.
2022. augusztus 2-án, születésének 100. évfordulóján emléktáblát avattak a tiszteletére a szülőházán, Szegeden, a Széchenyi tér 3. szám alatt.
2023.január 21-én emléktáblát avattak Fóton, az Agárdy Gábor utcában, közadakozásból.

## Szinkronszerepei
- 1942 – Casablanca – Renault kapitány (Claude Rains)
- 1960 – A hét mesterlövész – Calvera (Eli Wallach)
- 1962 – Pinokkió (film, 1940) – Derék Rókus (Honest John hangja) – Walter Catlett (első változat)
- 1966 – Szigorúan ellenőrzött vonatok – Tapicska forgalmista (Josef Somr)
- 1982 - Nem örökkön, nem örökké - Carlo Reani (Ugo Tognazzi)
- 1983 – Lenni vagy nem lenni – Dr. Frederick Bronski (Mel Brooks)
- 1961 – 101 kiskutya (film, 1961) – Jasper (első változat)

## Díjai, elismerései
- Jászai Mari-díj (1959, 1962)
- Érdemes művész (1968)
- Kiváló művész (1980)
- Kossuth-díj (1985)
- a Nemzeti Színház örökös tagja (1989)
- A Magyar Köztársasági Érdemrend középkeresztje (1995)
- Sík Ferenc-emlékgyűrű (1996)
- Örökös tag a Halhatatlanok Társulatában (1998)
- A Nemzet Színésze (2000)
- A Magyar Köztársasági Érdemrend középkeresztje a csillaggal (2002)
- Budapest díszpolgára (2002) /„a magyar színház- és filmművészetben nyújtott alakításai elismeréséül, társadalmi problémákra érzékeny életművéért”/
- Pro Urbe Szeged (2004)
- A Magyar Filmszemle Életműdíja (2006) /posztumusz/